# Wesley (football, 1996)
Pour les articles homonymes, voir Wesley.
Wesley Moraes Ferreira da Silva, plus couramment appelé Wesley, né le 26 novembre 1996 à Juiz de Fora (Brésil), est un footballeur international brésilien qui évolue au poste d'avant-centre à Shenzhen Peng City.

## Biographie

### FK AS Trenčín
Wesley arrive en Slovaquie lors de l'été 2015. Le 14 juillet 2015, il fait ses débuts en faveur de son nouveau club, lors du deuxième tour préliminaire de la Ligue des champions contre le Steaua Bucarest. Quatre jours plus tard, le Brésilien fait ses débuts en championnat contre un promu, le Zemplín Michalovce. Le 13 septembre 2015, il marque son premier but en championnat lors d'un match contre le Spartak Trnava.

### Club Bruges KV
En janvier 2016, il signe au Club Bruges KV. Le Brésilien fait ses débuts avec Bruges le 19 février 2016, lors d'un match contre le KVC Westerlo.

### Aston Villa
Le 13 juin 2019, Aston Villa annonce avoir trouvé un accord avec Bruges pour le transfert de Wesley. Le transfert est officialisé par le club anglais le 2 juillet suivant.
Le 23 août 2019, il inscrit son premier but avec Aston Villa lors d'un match de championnat contre Everton (2-0). Buteur à six reprises en vingt-deux matchs au cours de la première partie de saison, Wesley se blesse aux ligaments d'un genou lors d'un match de championnat contre Burnley le 1er janvier 2020. Aston Villa annonce peu après que la saison du Brésilien est terminée.

### Internacional
Le 7 janvier 2022, de retour d'un prêt décevant au Club Bruges, Wesley est à nouveau prêté, cette fois pour une saison dans le club brésilien du SC Internacional pour sa première expérience professionnelle dans son pays natal.

### En sélection nationale
Le 10 novembre 2019, Wesley est convoqué pour la première fois en équipe du Brésil en remplacement de David Neres, blessé pour les matchs amicaux contre l'Argentine et la Corée du Sud.
Le 15 novembre suivant, il honore sa première sélection avec la Seleção à l'occasion d'un match amical contre l'Argentine en remplaçant Casemiro en fin de rencontre (défaite 0-1).

## Statistiques
| Saison                | Club                  | Championnat           | Championnat | Championnat | Coupe nationale | Coupe nationale | Coupe de la Ligue | Coupe de la Ligue | Supercoupe | Supercoupe | Compétition(s) continentale(s) | Compétition(s) continentale(s) | Compétition(s) continentale(s) | Play-offs | Play-offs | Brésil | Brésil | Total | Total |
| Saison                | Club                  | Division              | M.          | B.          | M.              | B.              | M.                | B.                | M.         | B.         | Comp.                          | M.                             | B.                             | M.        | B.        | M.     | B.     | M.    | B.    |
| 2015-2016             | FK AS Trenčín         | Fortuna Liga          | 18          | 6           | 3               | 3               | -                 | -                 | -          | -          | C1                             | 2                              | 2                              | -         | -         | -      | -      | 23    | 11    |
| Sous-total            | Sous-total            | Sous-total            | 18          | 6           | 3               | 3               | -                 | -                 | -          | -          | -                              | 2                              | 2                              | -         | -         | -      | -      | 23    | 11    |
| 2015-2016             | Club Bruges KV        | Jupiler Pro League    | 6           | 2           | -               | -               | -                 | -                 | -          | -          | -                              | -                              | -                              | -         | -         | -      | -      | 6     | 2     |
| 2016-2017             | Club Bruges KV        | Jupiler Pro League    | 25          | 6           | 1               | 0               | -                 | -                 | 1          | 0          | C1                             | 5                              | 0                              | -         | -         | -      | -      | 32    | 6     |
| 2017-2018             | Club Bruges KV        | Jupiler Pro League    | 38          | 11          | 5               | 2               | -                 | -                 | -          | -          | C3                             | 1                              | 0                              | -         | -         | -      | -      | 44    | 13    |
| 2018-2019             | Club Bruges KV        | Jupiler Pro League    | 38          | 13          | 1               | 0               | -                 | -                 | 1          | 1          | C1+C3                          | 6+2                            | 2+1                            | -         | -         | -      | -      | 48    | 17    |
| 2021-2022             | Club Bruges KV (prêt) | Jupiler Pro League    | 3           | 0           | 1               | 0               | -                 | -                 | -          | -          | C1                             | 2                              | 0                              | -         | -         | -      | -      | 6     | 0     |
| Sous-total            | Sous-total            | Sous-total            | 110         | 32          | 8               | 2               | 0                 | 0                 | 2          | 1          | -                              | 15                             | 3                              | 0         | 0         | 0      | 0      | 135   | 38    |
| 2019-2020             | Aston Villa FC        | Premier League        | 21          | 5           | -               | -               | 1                 | 1                 | -          | -          | -                              | -                              | -                              | -         | -         | 1      | 0      | 23    | 6     |
| 2020-2021             | Aston Villa FC        | Premier League        | 3           | 0           | -               | -               | -                 | -                 | -          | -          | -                              | -                              | -                              | -         | -         | -      | -      | 3     | 0     |
| 2021-2022             | Aston Villa FC        | Premier League        | 1           | 0           | -               | -               | -                 | -                 | -          | -          | -                              | -                              | -                              | -         | -         | -      | -      | 1     | 0     |
| Sous-total            | Sous-total            | Sous-total            | 25          | 5           | -               | -               | 1                 | 1                 | -          | -          | -                              | -                              | -                              | 0         | 0         | 1      | 0      | 27    | 6     |
| 2022                  | SC Internacional      | Brasileirão           | 17          | 0           | 1               | 0               | -                 | -                 | -          | -          | C3                             | 2                              | 0                              | -         | -         | -      | -      | 20    | 0     |
| Sous-total            | Sous-total            | Sous-total            | 17          | 0           | 1               | 0               | 0                 | 0                 | 0          | 0          | -                              | 2                              | 0                              | 0         | 0         | 0      | 0      | 20    | 0     |
| 2022-2023             | Levante UD            | LaLiga2               | 36          | 3           | 4               | 1               | -                 | -                 | -          | -          | -                              | -                              | -                              | 3         | 0         | -      | -      | 43    | 4     |
| Sous-total            | Sous-total            | Sous-total            | 36          | 3           | 4               | 1               | 0                 | 0                 | 0          | 0          | -                              | 0                              | 0                              | 3         | 0         | 0      | 0      | 43    | 4     |
| 2023-2024             | Stoke City (prêt)     | Championship          | 18          | 0           | 1               | 0               | 2                 | 0                 | -          | -          | -                              | -                              | -                              | -         | -         | -      | -      | 21    | 0     |
| Sous-total            | Sous-total            | Sous-total            | 18          | 0           | 1               | 0               | 2                 | 0                 | 0          | 0          | -                              | 0                              | 0                              | 0         | 0         | 0      | 0      | 21    | 0     |
| Total sur la carrière | Total sur la carrière | Total sur la carrière | 224         | 46          | 17              | 6               | 3                 | 1                 | 2          | 1          | -                              | 20                             | 5                              | 3         | 0         | 1      | 0      | 270   | 59    |

## Palmarès

### En club
- FK AS Trenčín
  - Champion de Slovaquie en 2016.

- Club Bruges KV
  - Champion de Belgique en 2016 et 2018.
  - Vainqueur de la Supercoupe de Belgique en 2016 et 2018.
  - Vice-champion de Belgique en 2017 et 2019.

### Distinction personnelle
- Meilleur jeune joueur du championnat de Belgique en 2018.